# Stefano Modena
Stefano Modena (Modena, 12 mei 1963) is een Italiaanse autocoureur en voormalig Formule 1-coureur. Hij reed 72 grands prix en behaalde zeventien punten.
Modena kreeg voor het eerst bekendheid door het winnen van het Europees Formule 3-kampioenschap in 1986, een jaar later pakt hij ook de titel in de Formule 3000. Modena wordt dan gezien als een groot talent en wordt door sommigen zelfs de nieuwe Alberto Ascari genoemd. Datzelfde jaar nog krijgt hij zijn eerste kans in de Formule 1 tijdens de Grand Prix van Australië bij het team van Brabham als vervanger van Riccardo Patrese. Modena moet opgeven door oververmoeidheid.
Brabham nam voor 1988 een sabbatical waarna Modena terechtkwam bij het nieuwe EuroBrun-team. Dit bleek geen gelukkige keuze, Modena kon niet opvallen en kwalificeerde zich zelfs enkele malen niet. In 1989 ging het weer bergop toen hij terugkeerde bij Brabham. Hoogtepunt is zijn derde plaats bij de Grand Prix van Monaco dat jaar. Ook in 1990 reed Modena voor Brabham, maar de prestaties waren dat jaar een stuk minder.
In 1991 kwam Modena terecht bij Tyrrell-Honda, wat de nodige sponsorbacking van Braun had. In het begin van het seizoen leek Modena zijn faam dan eindelijk echt waar te maken met onder andere een tweede plaats in de kwalificatie van Monaco en een tweede plaats in de Grand Prix van Canada. In de tweede helft van het seizoen zakten Tyrrell en Modena echter weg. Voor het seizoen 1992 koos Modena voor het team van Jordan wat een succesvol debuutjaar achter de rug had. 1992 werd echter een grote teleurstelling, mede door onbetrouwbare Yamaha-motoren. Pas in de allerlaatste race wist Modena een punt te pakken.
Modena werd door Jordan op straat gezet en kon geen team meer vinden in de Formule 1. Hij koos voor een toerwagencarrière bij Alfa Romeo en kwam regelmatig uit in de DTM en de ITC. Ook werd hij testcoureur bij Alfa Romeo.